# 텍사스 전기톱 학살
《텍사스 전기톱 학살》(The Texas Chain Saw Massacre)은 미국에서 제작된 토브 후퍼 감독의 1974년 공포 영화이다. 마릴린 번즈 등이 주연으로 출연하였고 토브 후퍼 등이 제작에 참여하였다.

## 출연

### 주연
- 마릴린 번즈
- 알렌 댄지거
- 폴 A. 파테인

### 조연
- 윌리엄 베일
- 테리 맥민

## 기타
- 미술: 로버트 A. 번스

## 같이 보기
- 역대 최고의 영화 목록